# Okan Bayülgen
Okan Bayülgen, né  le 23 mars 1964 à Istanbul, est un animateur de radio et de télévision, photographe, auteur, acteur et réalisateur de théâtre, de cinéma et de télévision. 
Il est devenu célèbre avec l'émission de télévision Televizyon Çocuğu (« l'enfant de la télévision »).

## Biographie

### Enfance
Bayülgen est le fils d’un père avocat et d’une mère peintre. Il naît le 23 mars 1964 dans le quartier de Cihangir de Beyoğlu, à Istanbul. En 1970, ses parents divorcent et sa mère se remarie avec Ismet Görgün, dont il porte alors le nom. Une fois adolescent, Okan va au tribunal et change son nom de famille pour porter le nom de son père Ismet Bayülgen. Son père, Ismet Bayülgen se remarie une deuxième fois et ainsi Okan Bayülgen a maintenant un demi-frère et une demi-sœur s’appelant Ozan Bayülgen et Oksan bayülgen. En même temps, du côté de sa mère, il est le petit-fils de Elmalılı Hamdi Yazır.

### Études
Bayülgen a commencé ses études en pensionnat à Göztepe, à Istanbul dans une école se nommant Taş Mektep. À six ans, il est mis en pensionnat après avoir fini sa primaire à Sisli 19 Mayis. Il continue ses études au Lycée de Galatasaray. Il s’intéresse à différents clubs présents dans son établissement, la musique, la littérature et la danse folklorique. Ses absences pendant les cours commencent à causer un problème et donc sa mère Ayla Görgün le prend près d’elle à Bodrum et ainsi après six ans d’études au lycée de Galatasaray, il est maintenant inscrit au lycée de Bodrum. Cependant, il passe ensuite au lycée de Sisli et, en 1984, il est diplômé et finit ses études lycéennes.
Okan vient en France pour prendre des cours de photographie et commence à étudier le droit à la Faculté de Droit et Sciences Economiques à l'Université de Tours. Ensuite, il change d’idée et commence à étudier de l’économie dans la même Université. Après avoir étudié pendant un an, il arrête ses études en plein milieu de l’année et rentre en Turquie où il reprend ses études au Conservatoire de Mimar Sinan après avoir passé des concours pour y entrer. Il est diplômé en 1989 et passe ensuite dans l’institut de Science Sociale où il fait un master.

### Vie privée
Marié à un très jeune âge, il se remarie encore deux fois après. Il fait son troisième mariage avec sa compagne Zeyno Günenc, actrice dans une série télévisée turque Cocuklar Duymasin. Cependant, ils prennent la décision de se séparer. Il est maintenant marié avec Sirin Ediger et ils ont ensemble une fille qui s’appelle Istanbul.

## Émissions de télévision
- 2010/2011/2012 :
  - Disko Kralı
  - Muhallebi Kralı
  - Kral Çıplak
  - Muhabbet Kralı
  - Medya Kralı
- 2013 :
  - Makina Kafa
  - Muhallebi Kafa
  - Çıplak Kaf
- 2014/2015 :
- Dada Dandinista